# 持続可能な開発のための教育
持続可能な開発のための教育（じぞくかのうなかいはつのためのきょういく、英: education for sustainable development; ESD）とは、持続可能な開発を実現するために発想し行動できる人材を育成する教育。「持続発展教育」、「持続可能な発展のための教育」等の呼称も用いられる。

## 概要
持続可能な開発のための教育 (ESD) は、持続可能な社会づくりの担い手を育む教育である。環境、貧困、人権、平和、開発といった"持続可能ではない将来を招く"課題を自らの問題として捉え、身近なところから取り組む (think globally, act locally) ことにより、それらの課題の"持続可能な"解決につながる新たな価値観や行動を生み出すこと、そしてそれによって持続可能な社会を創造していくことを目指す学習や活動を指す。
これらの問題に対して、各国の政府や国際連合が主体となって取り組んでいるほか、日本では市民社会を中心に民間主体における取り組みも多数行われている。NGO、非営利団体、教育機関、企業など様々なステークホルダーが連携し、地域密着型の教育を行うことで、市民全体が主体的に問題意識向上・改善策の発想を行い、その実践を地域主体で行うことに繋げることが理想とされる。
また、持続可能な開発のための教育は、教育の場や学習者の年齢を限定せず、場所・時間に縛られずに誰もが参加することのできる生涯学習でもある。その成功例の多くは各々の地域に深く根付いている。

## SDGs
2015年の持続可能な開発目標 (SDGs) のゴール4「質の高い教育」の項目7では、持続可能な開発のための教育 (ESD) とともにグローバル・シチズンシップ (Global Citizenship) がキーワードとして記されている。
持続可能な開発のための教育 (ESD) は地球市民教育 (Global Citizenship Education, GCED) とともに国際連合教育科学文化機関 (UNESCO) が提唱する主幹教育プログラムに位置づけられている。

## 経緯
- 1980年 - 国連環境計画 (UNEP)・国際自然保護連合 (IUCN)・世界自然保護基金 (WWF) が提出した「世界自然保全戦略」で、「持続可能な開発」の概念が示される。
- 1987年 - 環境と開発に関する国際連合会議で、議長を務めたグロ・ハーレム・ブルントラントによって「持続可能な開発 (sustainable development)」という表現が用いられ、この概念が広く理解される。
- 1992年 - ブラジルのリオデジャネイロで開かれた、地球サミット（国連環境開発会議）において、「持続可能な開発」の実現に向けた話し合いがもたれる。成果文書の一つである国際的行動指針「アジェンダ21」に、教育の重要性が盛り込まれる。
- 2002年 - 持続可能な開発に関する世界首脳会議（ヨハネスブルグサミット）で日本政府およびNGOが「持続可能な開発のための教育」(ESD) を提唱[5]。
- 2002年12月 - 第57回国連総会本会議で、2005年から2014年までの10年間を「国連持続可能な開発のための教育の10年（UNDESD, 国連ESDの10年）」とする決議案が採択される。ユネスコがESDの主導機関に指名される。これにより、各国がユネスコ提案の国際実施計画案に基づき、実施措置を取ることが求められるようになる。
- 2003年7月 - ユネスコより「ESDの10年国際実施計画2005～2014」の草案が発表され、パブリックコメントの受付が開始される。
- 2004年10月 - 第59回国連総会にユネスコの「国連持続可能な開発のための教育の10年実施計画」最終案が提示される。
- 2004年11月 - 「持続可能な開発のための教育の10年」に関する決議案が採択される。
- 2005年3月1日 - 国連本部（ニューヨーク）にて「国連持続可能な開発のための教育の10年」開始記念式典が開催される。
- 2009年3月31日から4月2日 - ドイツのボンにおいて、「国連持続可能な開発のための教育 (ESD) 世界会議」が開催され、「ボン宣言」が採択される[6]。
- 2012年 - ブラジルのリオデジャネイロで開かれた国連持続可能な開発会議（リオ＋20）における宣言文の中で、2014年以降もESDを推進することが盛り込まれる。
- 2013年11月 - 第37回ユネスコ総会において、「国連持続可能な開発のための教育の10年」（2005～2014年）の後継プログラムとして「ESDに関するグローバル・アクション・プログラム (GAP)」が採択される[1][7]
- 2014年7月19日 - 「持続可能な開発目標」(SDGs) を、国連総会のオープン・ワーキング・グループがミレニアム開発目標（MDGs）を引き継ぐものとして提案[8]。
- 2014年11月4日から8日 - 岡山県岡山市で、「持続可能な開発のための教育（ESD）に関するユネスコ会議」のうちステークホルダーの主たる会合が開催される[9]
- 2014年11月10日から12日 - 愛知県名古屋市で、「持続可能な開発のための教育 (ESD) に関するユネスコ会議」のうち閣僚級会合及び全体のとりまとめ会合、フォローアップ会合が開催される[10][11]。
- 2015年9月 - ニューヨークで開かれた国連サミットにおいて、「持続可能な開発目標」(SDGs) を中核とする「持続可能な開発のための2030アジェンダ」が採択される。

## 日本における取組

### 2015年まで（国連「持続可能な開発のための教育の10年」終了まで）の取組
- 政府は2005年（平成17年）12月、「国連持続可能な開発のための教育の10年」に向け関係行政機関の連携を図るため、「国連持続可能な開発のための教育の10年」関係省庁連絡会議を内閣に設置した[12]。連絡会議では、「国連持続可能な開発のための教育の10年」に関する日本実施計画を定め発表した。
- 上記の実施計画に基づき、環境省は2006年に「国連持続可能な開発のための教育の10年促進事業」の実施地域を募集し、10地域を採択した[13]。
- 持続可能な開発のための教育（ESD）円卓会議が、2015年（平成27年）に設置された[14]。
- 文部科学省及び日本ユネスコ国内委員会は、ユネスコスクールをESDの推進拠点として位置付けている[15][16]。

#### ESDオフィシャルサポーター
- 2012年（平成24年）、2013年（平成25年）
  - 平野啓子
  - さかなクン
  - 木佐彩子
  - 白井貴子
  - 服部貴之
  - 日比野克彦
- 2014年（平成26年）[17]
  - さかなクン
  - 白井貴子
  - 松岡修造
  - 山崎直子

#### 日本ユネスコ国内委員会広報大使
- 2005年（平成17年）～2017年（平成29年）
  - 平野啓子
  - さかなクン
- 2018年（平成30年）
  - 平野啓子
  - さかなクン
  - 末吉里花

### 2016年以降の取組
- ESD活動支援センターが、ESDを全国各地に広げていくことを目的に、2016年（平成28年）に設置された[18]。
- 日本ESD学会が、2017年に設立された[19]。
- 国連大学が認定するESDに関する地域拠点「RCE (Regional Centre of Expertise on Education for Sustainable Development)」のうち、日本には下記が置かれている。
  - RCE 北海道 道央圏
  - RCE仙台広域圏（仙台広域圏ESD・RCE運営委員会）
  - RCE横浜
  - RCE中部（中部ESD拠点）
  - RCE兵庫・神戸（ESD推進ネットひょうご神戸）
  - RCE岡山（岡山ESDプロジェクト）
  - RCE北九州（北九州ESD協議会）